# Ça m'intéresse
Ça m'intéresse est un magazine mensuel français de vulgarisation scientifique créé et édité par Prisma Media. Le premier numéro fut publié en mars 1981. En 2018, il se vend 207 085 exemplaires soit une baisse de 16 % depuis 2014.

## Contenu rédactionnel
Ce magazine aborde des sujets tels que la recherche scientifique, les phénomènes de société, les sciences humaines, l'écologie, l'art ou encore la religion. 
Pour ses 40 ans, Ça M’intéresse propose une nouvelle formule de son magazine le 25 mars 2021, en faisant la part belle à la photo. 

## Ça m'intéresse Histoire
Ça m'intéresse Histoire est une déclinaison du magazine Ça m'intéresse, lancé en kiosque le 15 décembre 2010. Au départ, le magazine est un mensuel et s'appelle Memo. En juillet 2011, Memo s'est rebaptisé Ça m'intéresse Histoire et a adopté une publication bimestrielle.
« Ça m'intéresse Histoire fait le lien entre passé et présent, aborde l'Histoire avec un traitement inédit et apporte du sens et des repères en réinscrivant notre vie et l'actualité dans une histoire », précise le site de Prisma Presse, éditeur du magazine. La revue présente « un profil pédagogique et vulgarisateur similaire à son grand frère », selon Libération.
Les premiers numéros ont consacré plusieurs portraits croisés entre des personnalités historiques et des célébrités du présent : Carla Bruni et Madame de Pompadour, Berlusconi et Néron, ou encore Dominique de Villepin et Lamartine.

## Autres déclinaisons
- Ça m'intéresse Questions & Réponses, trimestriel créé en 2016 ;
- Ça m'intéresse Santé, trimestriel créé en 2017 ;
- Ça m'intéresse Science, bimestriel créé en 2017 ;